# أتوم (أنتل)
أتوم (بالإنجليزية: Atom)‏ عبارة عن منظومة على رقاقة (SoC) مصمم للهواتف الذكية وأجهزة الكمبيوتر اللوحية، أطلقته إنتل في عام 2012. إنها استمرار للشراكة التي أعلنت عنها إنتل وجوجل في 13 سبتمبر 2011 لتوفير الدعم لنظام التشغيل أندرويد على معالجات أنتل إكس 86. تتنافس هذه المجموعة مع SoCs الحالية المطورة للهواتف الذكية وسوق الأجهزة اللوحية من شركات مثل تكساس إنسترومنتس وإنفيديا وكوالكوم وسامسونج. على عكس هذه الشركات، التي تستخدم وحدات المعالجة المركزية المستندة إلى بنية إيه آر إم المصممة من البداية لاستهلاك طاقة منخفضة للغاية، قامت أنتل بتكييف خط Intel Atom القائم على معمارية إكس86 والمطوّر من أجل استخدام منخفض الطاقة في نتبووكس، لخفض استخدام الطاقة.
في أبريل 2016، أعلنت إنتل عن إعادة هيكلة كبرى، بما في ذلك إلغاء منصة SoFIA. أفادت العديد من وسائل الإعلام أنه تم إلغاء Broxton.

## قائمة الأنظمة

### منصات الهواتف الذكية Merrifield وMoorefield
في الربع الأول من عام 2014 ، أطلقت إنتل منصة الهواتف الذكية المتوافقة مع نظام أندرويد بالكامل Merrifield على أساس 22 نانومتر SoC. وتبعه تحديث منصة Moorefield في Q4 2014.